# Moișa (okręg Marusza)
Moișa – wieś w Rumunii, w okręgu Marusza, w gminie Glodeni. W 2011 roku liczyła 282 mieszkańców.